# António Rodrigues
António Rodrigues (29 de outubro de 1905 – 17 de julho de 1994) foi um velocista português. Ele competiu nos 100 metros masculinos nos Jogos Olímpicos de Verão de 1932.